# Plaqueminekulturen

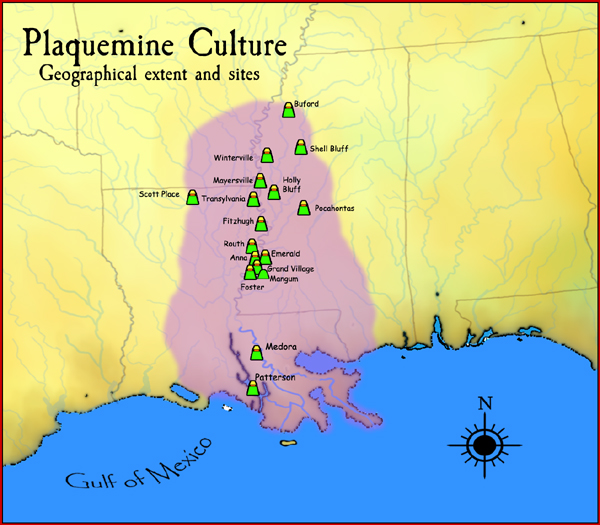
Plaqueminekulturens utbredningsområde.

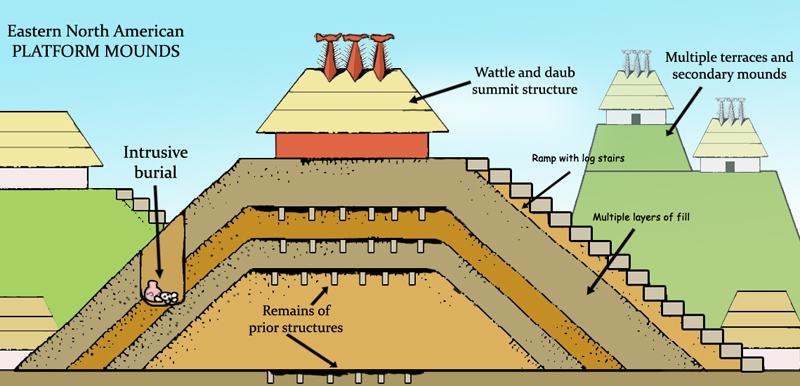
Konstruktionen av plattformshögar i Mississippikulturen och närbesläktade kulturer som Plaqueminekulturen.

Plaqueminekulturen var en högbyggande arkeologisk kultur som blomstrade 1200-1680 i området i Mississippiflodens nedre dalgång, i dagens västra Mississippi och östra Louisiana. Plaqueminekulturen var samtida med Mississippikulturen och liknade denna. Forskningen anser att Plaqueminekulturen uppbars av förfäderna till natchezerna och taensaindianerna.

## Uppkomst
Plaqueminekulturen föregicks av Coles Creek-kulturen och uppstod genom påverkan från Mississippikulturen.

## Arkeologiska karaktäristika
Arkeologiskt skiljer sig Plaqueminekulturen från Mississippikulturen genom att den senare använde ostronskal som tempering vid keramikframställning. Plaqueminekulturen däremot temperade sin keramik med pulvriserad bränd lera, ibland uppblandad med ben, skal eller i vissa fall väхtdelar. Det finns emellertid många fyndplatser där även tempering med ostronskal förekom, jämte lergodsdekorationer med Mississippimönster. 
Ett framträdande inslag i fyndplatser tillhörande Plaqueminekulturen är stora ceremoniella centra med en eller flera stora högar som vetter mot en öppen plats. Högarna är platta pyramidhögar byggda i flera etapper. Ibland finns en eller flera småhögar högst upp. Högarna är ofta byggda ovanpå ruinerna av ett hus eller tempel eller liknande byggnader. Tidigast var byggnaderna runda, men senare var de förmodligen fyrkantiga. De uppfördes i flätverk. Ibland har grunda gravar grävts in i högen. Oftast var dessa gravar avsedda för återbegravningar av kvarlevor ursprungligen begravda på annat håll.

## Ackulturation

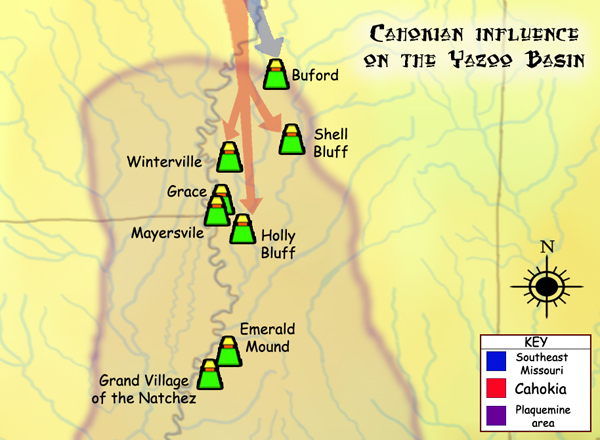
Ackulturativt inflytande från Cahokia på Plaqueminekulturen.

Mississippikulturen började spridas söderut längs Mississippiflodens dalgång redan på 1200-talet. Artefakter från Cahokia återfinns redan i Plaqueminekulturens första stadium. Keramikframställningstekniker, ceremoniella föremål och möjligen nya mönster för social stratifiering upptogs i Plaqueminekulturen. Genom en fortskridande ackulturation inskränktes Plaqueminekulturens utbredning och ersattes av Mississippikulturen efter 1350. Natchezer och taensaindianer förde Plaqueminekulturen vidare in i historisk tid. I övrigt uppstod en arkeologisk blandkultur Plaquemine-Mississippi vilken uppbars av förfäderna till de folk som i historisk tid har talat bland annat muskogeanska språk.

## Högplatser

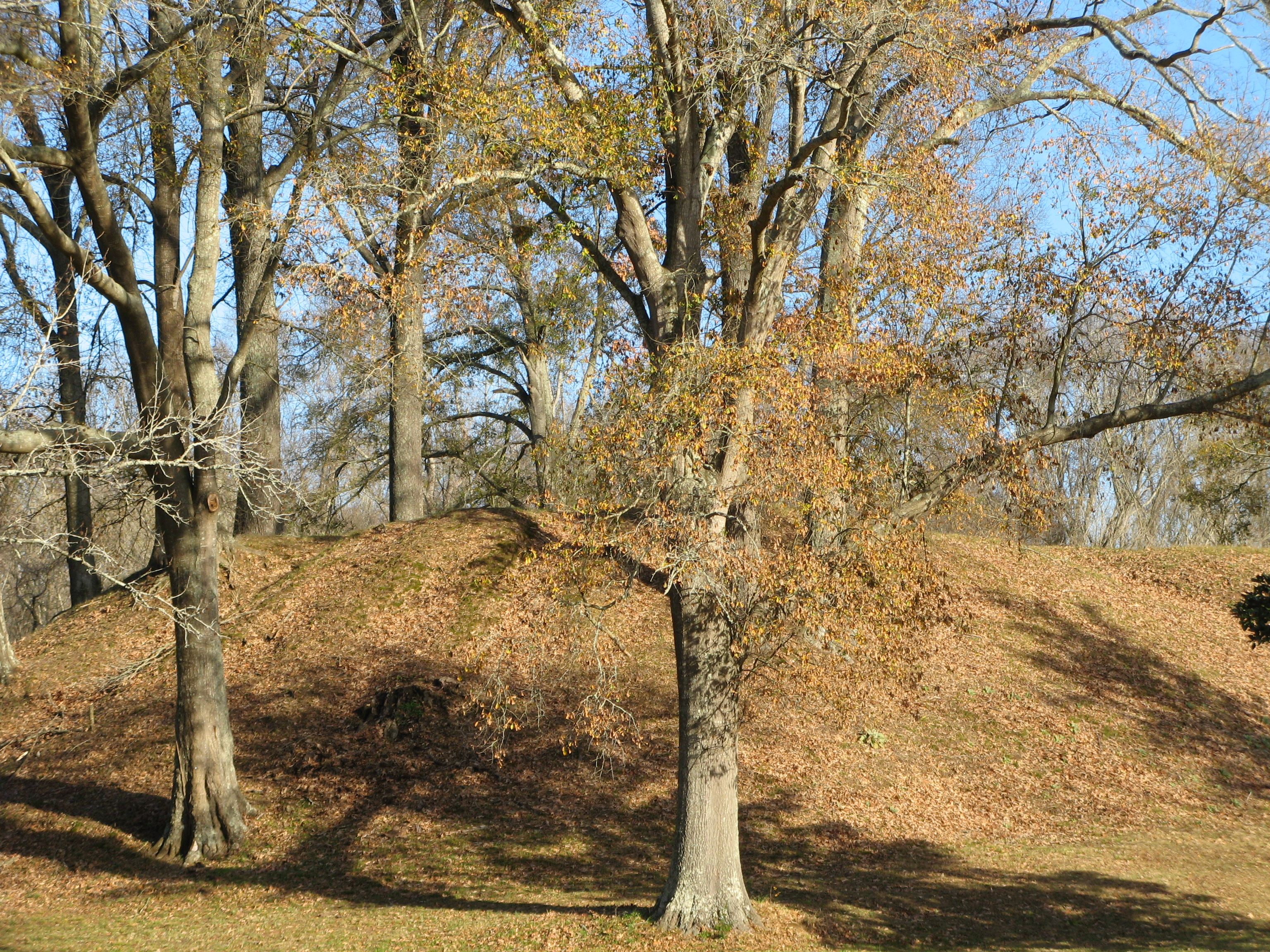
Pocahontas Mound 800-1300 (Coles Creek-Plaquemine)
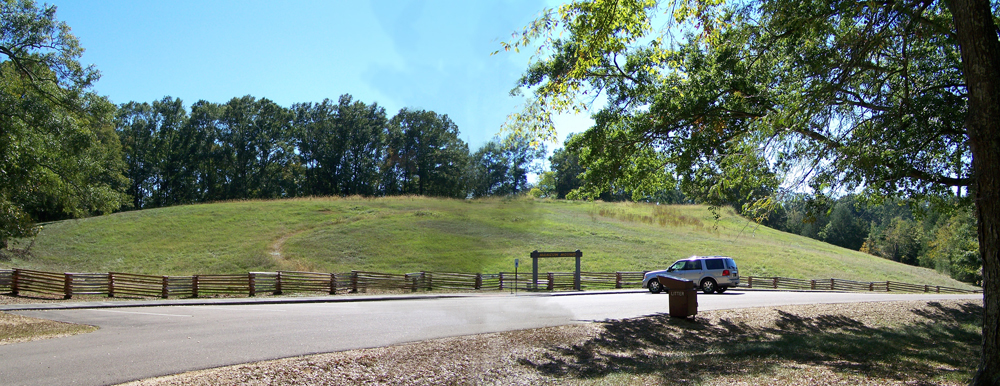
Mangum Mound 1350-1500
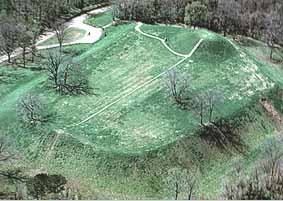
Emerald Mound 1350-1500
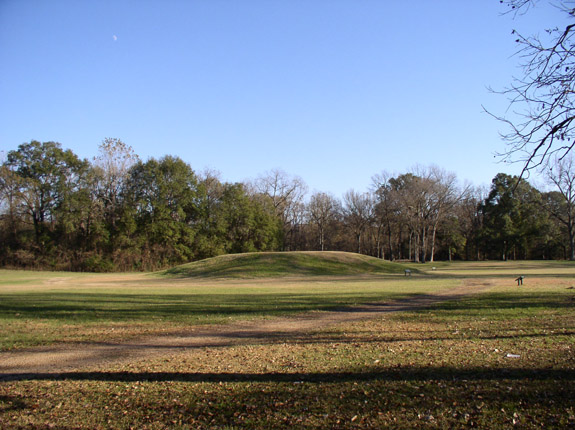
Grand Village of the Natchez 1200-1730 (Plaqeumine-Natchez)

## Rekonstruerade ceremoniella centra

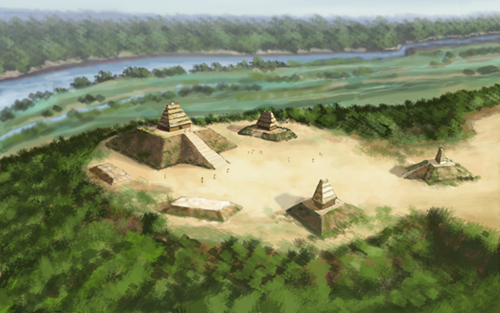
Anna 1200-1350
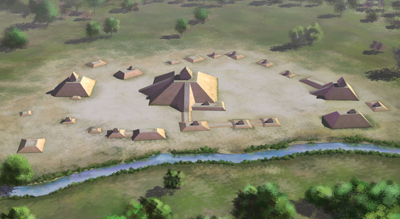
Winterville 1200-1400
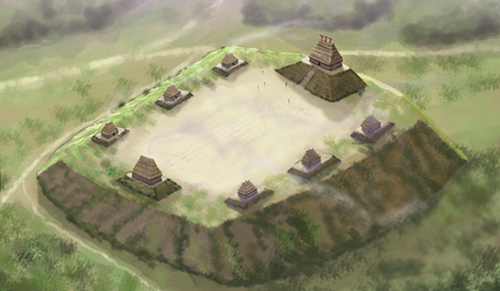
Emerald Mound 1350-1500
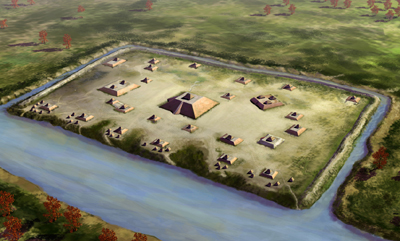
Holly Bluff 1400-1500